# Vuelos
Vuelos és una escultura abstracta d'acer inoxidable i acer patinable, obra de Manuel Clemente Ochoa, de l'any 1995, que es va instal·lar al campus del recinte Mundet, al barri de Montbau de Barcelona, l'any 1997, amb motiu de la celebració del 150 aniversari de la creació de l'Escola Normal de Mestres, i en traslladar-se a Mundet la Facultat de Formació del Professorat de la Universitat de Barcelona, de la que Clemente n'era professor. L'escultura era una de les 22 obres de l'exposició que l'autor va fer als jardins i pavellons del recinte, i aquesta va ser adquirida per la Universitat l'any 2000 i es va col·locar al jardí que porta al restaurant del Campus.
És una obra molt neta de concepció, així com d'execució, de claredat conceptual, però també subjectivitat. La lectura més evident és la del desig de llibertat per les formes sinuoses que l'emmarquen.
El 2007 es va col·locar una altra escultura del mateix autor al recinte de Mundet: Superació.